# Basler Rheinschwimmen

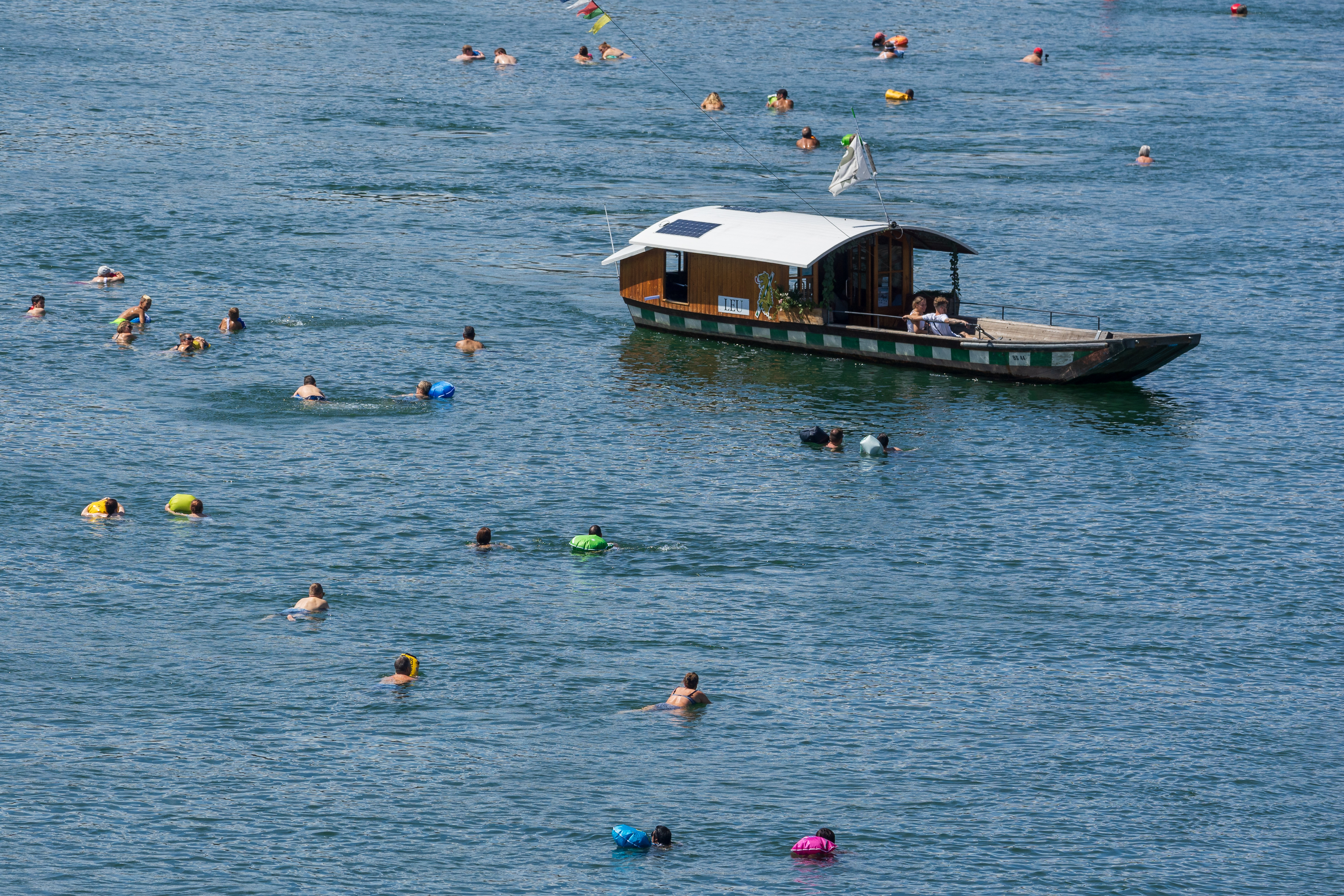
Die von Rheinschwimmern umgebene Münsterfähre Leu in Basel

Das Basler Rheinschwimmen (veraltet auch Stromschwimmen) ist das als Freizeitbeschäftigung praktizierte Freiwasserschwimmen im Rhein im Stadtzentrum von Basel. Es erfreut sich vor allem im Hochsommer grosser Beliebtheit bei der einheimischen Bevölkerung und hat sich in jüngster Zeit auch zu einer Touristenattraktion entwickelt. Das Rheinschwimmen ist Teil der Liste der lebendigen Traditionen in der Schweiz.

## Geschichte

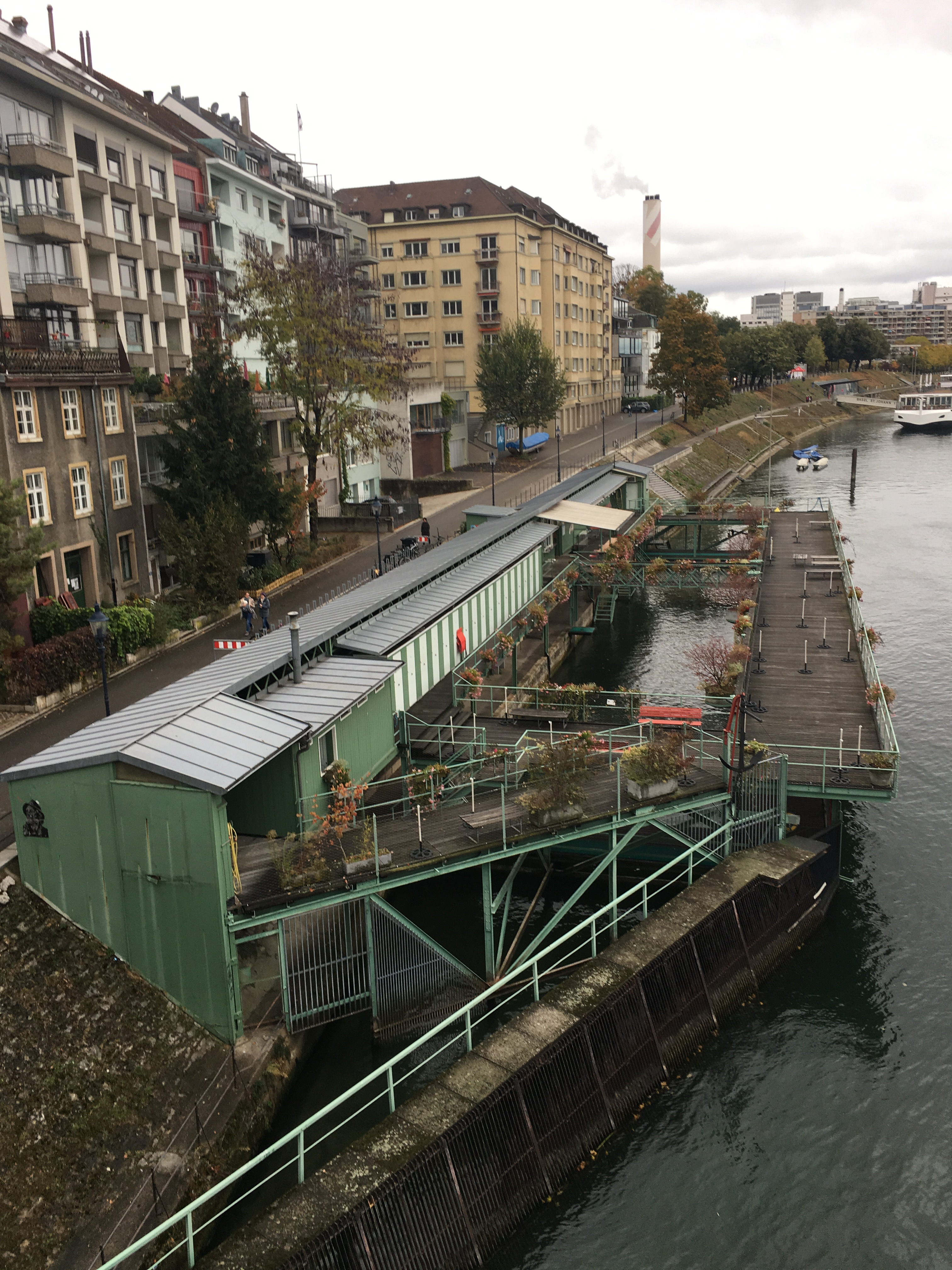
Das Rheinbadhaus St. Johann

Bis ins Mittelalter war das Schwimmen im Rhein gesellschaftlich verpönt; neben gewerblicher Nutzung (Fischerei) diente er vor allem als Abwasser der städtischen Haushalte. Vor dem Bau von Stauwehren und Uferbegradigungen machte die höhere Fliessgeschwindigkeit den Rhein zu einem gefährlichen Strom; dies wurde u. a. zur Vollstreckung verhängter Todesstrafen durch Ertränken oder Schwemmen am Käppelijoch genutzt. Nach dem Bildersturm 1529 wurde das Rheinschwimmen durch das sittenstrenge Regime der Zünfte verboten und blieb es bis ins 18. Jahrhundert.
1831 wurde unterhalb der Münsterpfalz die erste öffentliche Badeanstalt am Rhein eröffnet, als schweizweit drittes Freibad. Auf Initiative der GGG diente sie als Schwimmschule für die männlichen Stadtbewohner; 1847 folgte an selber Stelle ein Rheinbad für Frauen. 1878 musste es aufgrund Hochwasserschadens neu gebaut werden. 1961 wurde es endgültig abgerissen. Die zwei später eröffneten Rheinbadhäuser in den Quartieren St. Johann (1887) und Breite (1898) sind bis heute in Betrieb.
Mit der Gründung der am Rhein ansässigen Chemiefirmen (Sandoz, Roche) wurde der Fluss zusätzlich durch Industrieabwasser belastet und das Schwimmen im Rhein blieb lange Zeit auf die Rheinbadhäuser beschränkt. Erst in den 1980er-Jahren verbesserte sich dank des Baus einer Kläranlage die Wasserqualität deutlich und das Schwimmen im offenen Fluss wurde populärer. Im November 1986 brach in einem Basler Vorort ein Feuer in einer Lagerhalle des Chemieunternehmens Sandoz aus. Die Löscharbeiten führten dazu, dass tonnenweise Chemikalien und Löschwasser in den Rhein gelangten. In der Folge färbte sich der Fluss rot und viele Fische starben aufgrund der Verseuchung des Wassers. Erst im darauffolgenden Sommer hatte das Wasser in Basel die Badequalität wieder erreicht. Anlässlich der Grün 80 wurden zudem die Rheinpromenaden weitgehend verkehrsberuhigt, was den Aufenthalt am Rheinufer für Fussgänger attraktiver machte.
Seit der Jahrtausendwende hat sich das Rheinschwimmen im Zuge der aufkommenden Mediterranisierung mitteleuropäischer Städte zur wichtigsten Freizeitaktivität in der Stadt entwickelt. 2009 beschloss der Grosse Rat, das Kleinbasler Ufer zu sanieren und neu zu gestalten; vor allem die Infrastruktur wurde mit dem Bau von Ufertreppen und Ausstiegen verbessert. Die Zugänglichkeit zum Fluss wurde besonders durch einige öffentliche Duschen, Toiletten und Umkleidekabinen deutlich verbessert. Zur stetig zunehmenden Popularität tragen auch der gastronomische Buvettenbetrieb im unteren Kleinbasel sowie der Vertrieb von Badesäcken (Wickelfisch) bei. An Spitzentagen halten sich mehrere Tausend Personen am Rheinufer resp. schwimmend im Rhein auf. Das offensive Stadtmarketing spricht sowohl Einheimische als auch Touristen an und versucht die Bindung zum Rhein an die Stadt stärken. Die Stadt fördert durch ihre Ermöglichungskultur beim Flussbaden aktive Mobilität.

## Rechtliche Grundlage

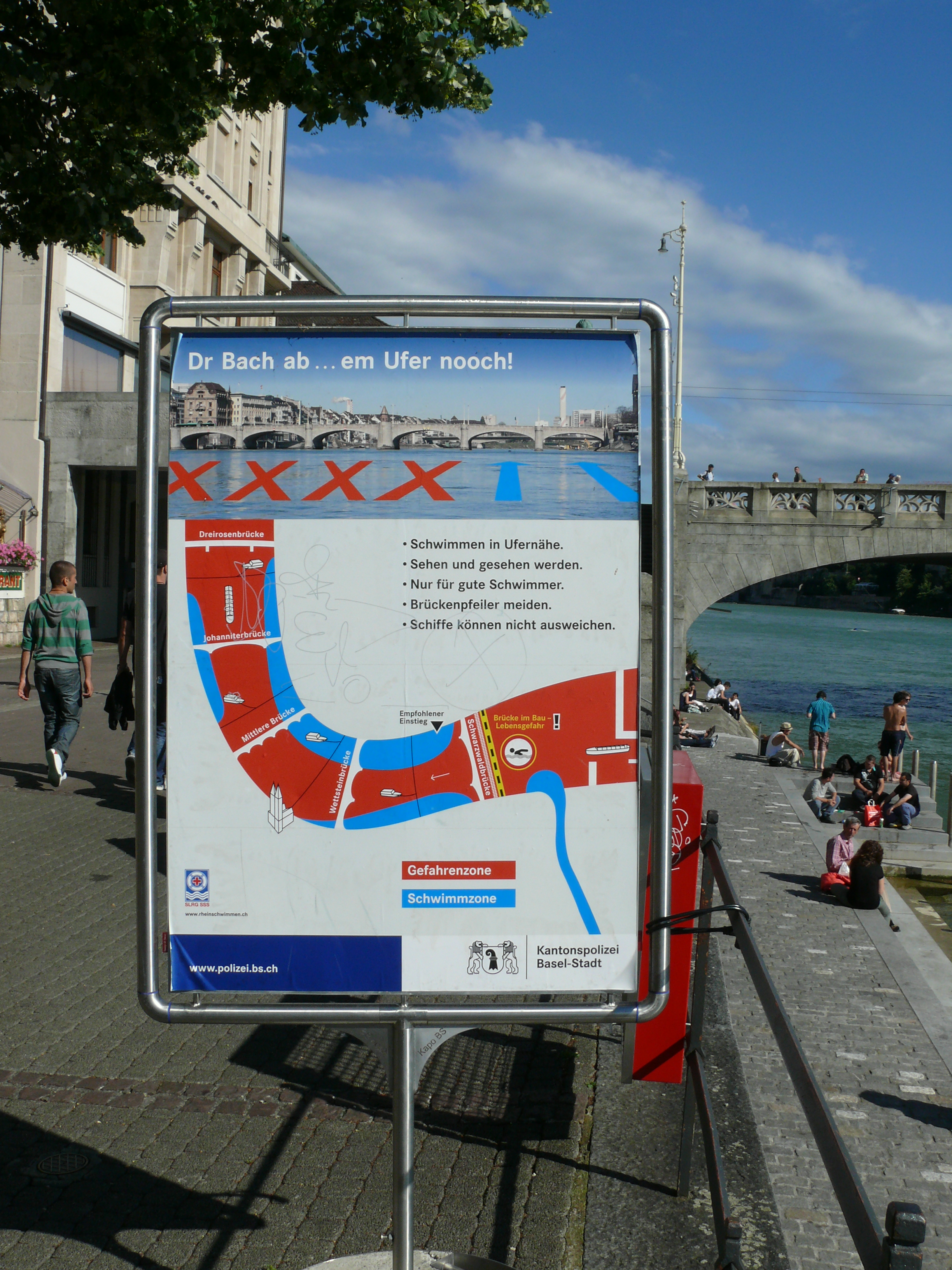
Hinweisschild zum Schwimmen im Rhein

Das Rheinschwimmen ist durch die Polizeivorschriften betreffend das Baden in den öffentlichen Gewässern des Kantons Basel-Stadt vom 5. August 1985 geregelt. Demnach wird das Rheinschwimmen nur erfahrenen Personen empfohlen. Badegeräte und Schwimmhilfen (z. B. Luftmatratzen oder Schwimmflügel) sind nicht gestattet; Schlauchboote ab 2,5 Meter Länge müssen angemeldet werden. Ebenfalls verboten ist das Baden im Riehenteich und in den Rheinhäfen sowie das Springen von den Rheinbrücken, das Heranschwimmen an Schiffe und das Betreten von Landungsstegen.
Das kantonale Justiz- und Sicherheitsdepartement informiert jährlich in öffentlich plakatierten Wegleitungen über empfohlene Schwimmzonen und ungesicherte Gefahrenzonen. Die beliebteste Schwimmzone befindet sich entlang des Kleinbasler Ufers zwischen dem Museum Tinguely und der Dreirosenbrücke, wobei bis zu 3 Kilometer schwimmend zurückgelegt werden können. Weitere Schwimmzonen auf Grossbasler Seite befinden sich beim Birsköpfli, im Bereich der beiden Rheinbäder Breite und St. Johann sowie seit 2016 unterhalb des Novartis Campus bis zur französischen Grenze. Die Schwimmzonen sind mit farbigen Bojen markiert.

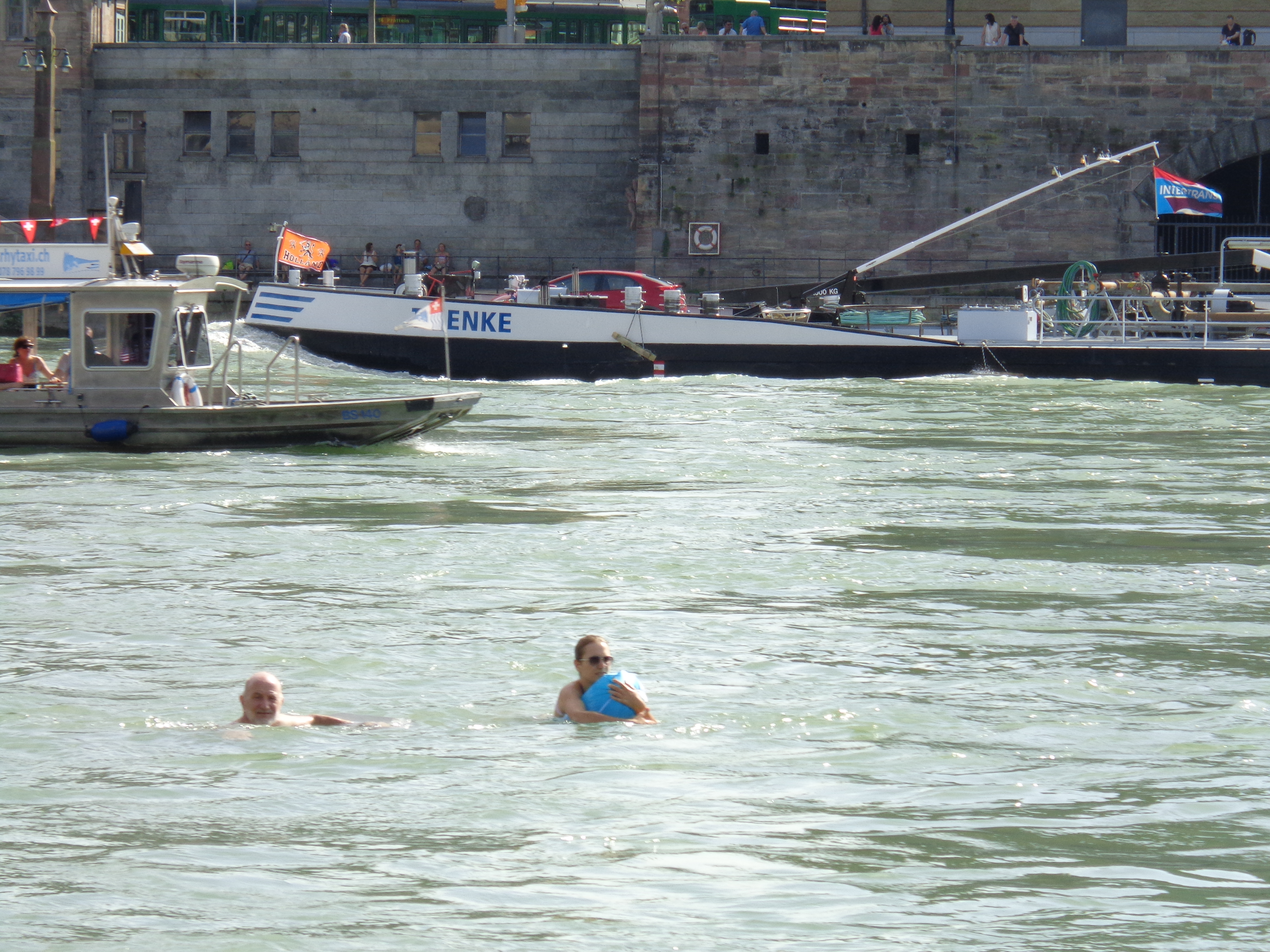
Rheinschwimmer und Rheinschifffahrt teilen sich das Gewässer.

Die Gefahrenzone begründet sich einerseits durch unberechenbare Wirbel in Brückenpfeilernähe und fliehkraftbedingt stärkere Strömungsverhältnisse auf der Grossbasler Rheinknie-Seite, andererseits auf den Berg- und Talverkehr der Rheinschifffahrt, deren Verkehrsrinne in der Flussmitte liegt. Grundsätzlich bestehen aber auch für diese Bereiche keine Einschränkungen. Zwar gibt es seit 2010 ein Badeverbot in markierten Bereichen, diese beschränken sich aber auf die Hafengebiete. 2016 bestätigte das kantonale Justiz- und Sicherheitsdepartement nach einem Bericht der Tageszeitung Blick über ein angebliches Schwimmverbot, dass ein solches Verbot nicht durchsetzbar wäre und daher auch nicht existiert.

## Sicherheit
Das kantonale Laboratorium Basel-Stadt überprüft in regelmäßigen Abständen das Gewässer auf seine mikrobielle Belastung. Insbesondere die Konzentration an potenziell pathogenen Stämmen aus den Gattungen Escherichia, Pseudomonas und Legionella wird bestimmt. Die Analytik erfolgt gemäß SIA-Norm 385/9.
Nach starken Regenfällen ist durch Einspülungen die Wasserqualität häufig schlechter als nach Perioden mit trockenem Wetter und hoher Sonnenstundenzahl, bedingt durch die bakteriozide Wirkung des UV-Lichtes.

## Veranstaltungen
Organisierte Rheinschwimmen wurden bereits 1945 bis 1970 als Teil der Basler Rheinsporttage unter dem Namen «Stromschwimmen» durchgeführt.
Seit 1980 wird von der Schweizerischen Lebensrettungs-Gesellschaft (SLRG) Sektion Basel ein begleitetes Rheinschwimmen organisiert. Es findet immer am ersten Dienstag nach den Basler Schulferien statt (Ausweichtermin eine Woche später). Start ist um 18 Uhr an der Münsterfähre am Kleinbasler Rheinufer. Begleitet von Wasserfahrzeugen und Rettungsschwimmern schwimmen die Teilnehmer oder lassen sich ca. 15 Minuten lang den Rhein von der Münsterfähre am Kleinbasler Rheinufer bis zum unteren Rheinweg treiben. Die Strecke beträgt rund 1,8 Kilometer. Für die Dauer der Veranstaltung wird der Rhein für den Schiffsverkehr gesperrt. Die Teilnehmerzahl reicht von mehreren hundert bis mehreren tausend Schwimmern. In den heissen Sommern 2003 und 2016 haben rund 5000 Menschen teilgenommen.
Im Jahr 2007 musste das Basler Rheinschwimmen erstmals wegen Hochwasser abgesagt werden, 2019 wurde die Veranstaltung wegen schlechter Wettervorhersage abgesagt.
Daneben organisiert das Sportamt Basel zwischen dem 6. Juli und Ende August immer dienstags ein begleitetes Rheinschwimmen von der Solitude beim Tinguely-Museum bis zur Wettsteinbrücke. Die Anzahl ist auf maximal 60 Schwimmer beschränkt.
Seit 2000 findet im Juli und August während drei Wochen das jährliche Musikfestival FLOSS (auch als «Kulturfloss» bekannt) statt, welches Konzerte auf einer schwimmenden Bühne am Kleinbasler Ufer oberhalb der Mittleren Brücke veranstaltet und bis zu 50'000 Besucher verzeichnet.